# Nosferatu – Der Untote
Nosferatu – Der Untote (Originaltitel: Nosferatu) ist ein US-amerikanischer Horrorfilm des Regisseurs Robert Eggers, der am 25. Dezember 2024 in die US-amerikanischen und am 2. Januar 2025 in die deutschen Kinos kam. Es handelt sich um die zweite Neuverfilmung des Stummfilmklassikers Nosferatu – Eine Symphonie des Grauens (1922), der wiederum lose auf Bram Stokers Roman Dracula basiert. Die Titelrolle des Vampirs Nosferatu übernahm Bill Skarsgård, während Lily-Rose Depp und Nicholas Hoult in weiteren Hauptrollen zu sehen sind.
Die Kritiken zu Nosferatu – Der Untote fielen mehrheitlich positiv aus und bezeichneten das atmosphärische Werk als gelungenes Remake des Stummfilmklassikers. Neben den schauspielerischen Darbietungen erfuhr insbesondere die Ästhetik des Films großes Lob, was sich in vier Nominierungen im Rahmen des Oscarverleihung 2025 für die Kamera, das Szenenbild, das Kostümdesign und die Maske niederschlug. Auch an den Kinokassen war Nosferatu – Der Untote mit weltweiten Einnahmen von rund 180 Millionen US-Dollar ein finanzieller Erfolg.

## Handlung
Mitte des 19. Jahrhunderts in der deutschen Hafenstadt Wisborg: Die junge Ellen ist einsam und sucht verzweifelt nach Beistand. Durch ihre Gebete wird der transsylvanische Vampir Nosferatu aus seinem Jahrhunderte andauernden Schlaf geweckt, woraufhin eine innige Bindung zwischen beiden entsteht. Nosferatu besucht Ellen fortan mehrere Jahre lang in ihren Albträumen und befriedigt ihre körperlichen Bedürfnisse, bis sich die junge Frau eines Tages den angehenden Immobilienmakler Thomas Hutter zum Mann nimmt.
Um seinen Bund mit Ellen zu erneuern, erwirbt Nosferatu bei der Firma von Thomas ein verfallenes Anwesen in Wisborg. Er korrumpiert dessen Vorgesetzten Herr Knock und fädelt so ein, dass sich der frischgebackene Ehemann für die Unterzeichnung des Kaufvertrags in die Karpaten begeben soll. Thomas lässt Ellen in der Obhut der befreundeten Familie Harding zurück und reist nach Osteuropa. In einem Wirtshaus in Transsylvanien wird er von den Einheimischen eindringlich davor gewarnt, das Schloss des sich als Graf Orlok ausgebenden Käufers aufzusuchen. In der Nacht hat Thomas verstörende Visionen eines untoten Leichnams, setzt seine Reise aber dennoch unbeirrt fort.
Das in Dunkelheit gehüllte Schloss von Graf Orlok ist abgelegen und verlassen. Auch der Hausherr selbst macht ob seines äußeren, verfallenen Antlitzes einen unheimlichen Eindruck auf Thomas. Der Immobilienmakler möchte den Kauf so schnell wie möglich abschließen und das Weite suchen, wird von Orlok aber für die Nacht eingeladen. Am nächsten Morgen erwacht Thomas mit zahlreichen Bisswunden auf seinem Körper und findet Orlok in einer Gruft liegend vor. Ihm kommt der Verdacht, dass es sich bei seinem Gastgeber um einen Vampir handeln könnte, weshalb er Orlok einen Pflock ins Herz rammen möchte. Der Graf erwacht jedoch und Thomas rettet sich durch einen Sprung in den Fluss.
In Wisborg leidet Ellen unterdessen vermehrt unter Albträumen und spricht von der baldigen Ankunft eines großen Grauens. Die Hardings beauftragen den Arzt Dr. Wilhelm Sievers mit der Behandlung, der sich Ellens auch körperlichen Anfällen gegenüber allerdings machtlos sieht. In seiner Verzweiflung kontaktiert Sievers seinen ehemaligen Lehrmeister Prof. Albin Eberhart von Franz, der sich mittlerweile jedoch mehr dem Okkultismus zugewandt hat. Von Franz nimmt sich Ellens Fall an und erkennt schon bald, dass die junge Frau unter einer Art von Besessenheit leidet. Gleichzeitig erreicht die Empusa den Hafen Wisborgs, an Bord derer Nosferatu die Überfahrt nach Deutschland bestritten hat. Die komplette Besatzung des Schiffes scheint verstorben zu sein, während tausende von Ratten in die Stadt einfallen und eine Plage auslösen. Die Bewohner vermuten als Auslöser der zahlreichen Todesfälle einen neuerlichen Ausbruch der Pest, doch von Franz erkennt, dass in Wahrheit Nosferatu hinter der Epidemie steckt.
In der Nacht wird Ellen von Nosferatu aufgesucht, verweigert ihm allerdings die Erneuerung ihres Bundes. Der Vampir gibt ihr daraufhin zwei weitere Nächte Zeit, ehe er mit dem Tod ihres Ehemannes Thomas droht. Dieser wurde nach seiner Flucht von Nonnen gefunden und behandelt, ehe er die Heimreise nach Deutschland antrat und sich mit Ellen wiedervereinigte. Zum Schutz seiner Ehefrau beschließt der Immobilienmakler nun, Nosferatu endgültig zu töten. Von Franz ist sich der Aussichtslosigkeit dieses Vorhabens allerdings bewusst und instruiert Ellen, dass nur sie allein den Vampir vernichten könne. In der ersten Nacht fallen Anna Harding und ihre beiden Kinder dem Untoten zum Opfer, woraufhin sich auch Friedrich Harding das Leben nimmt. Von Franz lockt Thomas am Folgeabend zum Anwesen von Nosferatu, wohl wissend, dass der Vampir in Wahrheit dessen Ehefrau aufsuchen wird. Ellen zeigt sich Nosferatu gegenüber bereitwillig, den gemeinsamen Bund zu erneuern, und schläft mit ihm. Durch ihr menschliches Opfer hält sie den Vampir so lange von seinem Sarg fern, bis er am Morgen von den ersten Sonnenstrahlen getroffen wird und stirbt. Als Thomas eintrifft, verstirbt auch Ellen an ihren zahlreichen Bissverletzungen. Mit dem Tod des Grafen ist auch die Epidemie in Wisborg besiegt.

## Produktion

### Entstehung und Besetzung
Im Jahr 2015 kündigte das von Jeff Robinov geführte Produktionsunternehmen Studio 8 eine Neuverfilmung des Stummfilmklassikers Nosferatu – Eine Symphonie des Grauens an, der wiederum auf dem Roman Dracula von Bram Stoker basiert. Als Regisseur und Drehbuchautor wurde Robert Eggers engagiert, der zuvor den Horrorfilm The Witch inszenierte. Nach Eigenaussage war der Filmemacher bereits in seiner Jugend vom Filmklassiker begeistert und inszenierte als 17-Jähriger eine High-School-Theateradaption von Nosferatu. Im August 2017 wurde Anya Taylor-Joy als Darstellerin verpflichtet, während sich Chris Columbus und Eleanor Columbus dem Filmprojekt als Produzenten anschlossen. Zwei Jahre später äußerte Regisseur Eggers allerdings Bedenken, ob die Verfilmung trotz seiner großen Bemühungen tatsächlich realisiert werde. Eine Umsetzung von Nosferatu verschob er letztendlich zugunsten seines Historiendramas The Northman, woraufhin Harry Styles, der zwischenzeitlich mit der Hauptrolle in Verbindung gebracht wurde, das Filmprojekt aufgrund von Terminkonflikten wieder verließ.
Nachdem sich Focus Features im Jahr 2022 die Vertriebsrechte am Film gesichert hatte, erklärte Regisseur Robert Eggers Nosferatu zu seinem nächsten Filmprojekt. Für die Hauptrolle des Graf Orlok wurden zunächst ältere Darsteller wie Willem Dafoe, der zuvor bereits im Jahr 2000 an der Nosferatu-Verfilmung Shadow of the Vampire mitgewirkt hatte, Daniel Day-Lewis und Mads Mikkelsen in Betracht gezogen. Dafoe übernahm letztendlich in seiner dritten Zusammenarbeit mit Eggers nach Der Leuchtturm und The Northman die Rolle des Okkultisten Albin Eberhart von Franz, während Nosferatu mit Bill Skarsgård besetzt wurde. Der schwedische Schauspieler wurde bereits Jahre zuvor von Eggers in Erwägung gezogen, sprach ursprünglich aber für die Rolle des Ehemannes Thomas Hutter vor. In Vorbereitung auf die Rolle verlor Skarsgård „enorm“ an Gewicht und arbeitete mit einem Operncoach zusammen, um seine Stimme um eine Oktave zu vertiefen. An Drehtagen verbrachte er bis zu sechs Stunden in der Maske, um das von Eggers gewünschte verfremdete Aussehen zu erhalten.
In weiteren Hauptrollen verkörpern Lily-Rose Depp und Nicholas Hoult die von Nosferatu verfolgten Eheleute Ellen und Thomas Hutter, nachdem die ursprünglich vorgesehene Darstellerin Anya Taylor-Joy das Filmprojekt zwischenzeitlich wieder verlassen hatte. Daneben übernahmen Emma Corrin und Aaron Taylor-Johnson die Rollen des mit den Hutters befreundeten Ehepaares Harding, während Simon McBurney als Thomas’ Vorgesetzter Herr Knock und Ralph Ineson als Ellens Arzt Dr. Wilhelm Sievers zu sehen sind.

### Dreharbeiten und Filmmusik

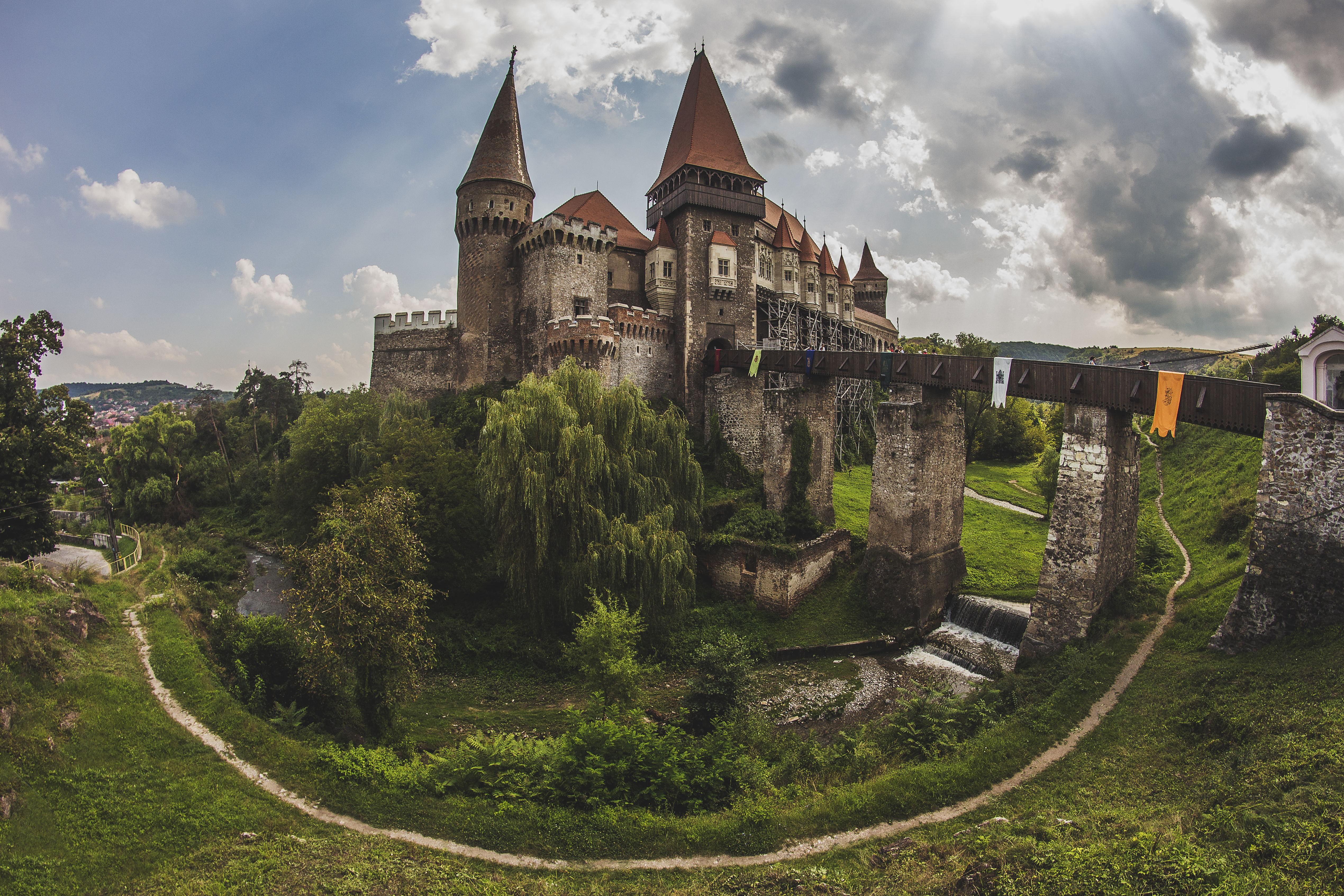
Die rumänische Burg Hunedoara

Die Dreharbeiten mit Kameramann Jarin Blaschke erfolgten vom 23. Februar bis zum 19. Mai 2023 in Prag. Zu den Drehorten in der tschechischen Hauptstadt zählten vorrangig die Filmstudios Barrandov, aber auch der in den 1730er Jahren erbaute Barockkomplex Invalidovna und die Altstadt. Später erfolgten Dreharbeiten an Bord eines Schiffes auf offenem Meer, wo Eggers unter erschwerten Wetterbedingungen mit russischen Seeleuten zusammenarbeitete. Für Außenaufnahmen des Schlosses von Graf Orlok diente die Burg Hunedoara in Rumänien als Kulisse; Innenaufnahmen erfolgten hingegen in Filmstudios, auf der tschechischen Burg Pernštejn und im Schloss der Kleinstadt Rožmitál pod Třemšínem. Für die Dreharbeiten kamen insgesamt rund 5000 trainierte Ratten zum Einsatz, was von der Tierrechtsorganisation PETA kritisiert wurde.
Im Unterschied zum Originalfilm Nosferatu – Eine Symphonie des Grauens wurde das Remake in Farbe auf 35-mm-Film gedreht, sollte visuell allerdings an den Stil der Romantik des 19. Jahrhunderts erinnern. Kameramann Jarin Blaschke setzte dafür neben symmetrischen Bildern auch auf natürliche Lichtquellen wie den Mond, Feuer und Kerzenschein, was allerdings zu Problemen bei der Beleuchtung von größtenteils in der Dunkelheit spielenden Szenen führte. Für die authentische Nachbildung von Mondlicht nutzte der Kameramann einen speziellen Farbfilter, der nur die für das menschliche Auge bei Dunkelheit sichtbaren Wellenlängen des Lichts durchließ und etwa sämtliche Rottöne herausfilterte. In Reaktion darauf setzte der Szenenbildner Craig Lathrop bei seinen Kulissen auf helle, aus der Dunkelheit stechende Farben, während die Kostümbildnerin Linda Muir ihre Kostüme aus Licht reflektierenden Stoffen anfertigte und mit glitzernden Accessoires ausstattete. Das Spiel mit Dunkelheit und Gegenlicht wurde unter anderem dazu genutzt, Graf Orlok so wenig wie möglich zeigen zu müssen und stattdessen die Phantasie des Zuschauers anzuregen. Das Budget betrug rund 50 Millionen US-Dollar.
Die Filmmusik komponierte der Brite Robin Carolan, für den Eggers Vorgängerfilm The Northman die erste Filmarbeit darstellte. Carolan begann bereits vor Beginn der Dreharbeiten mit der Komposition, damit Eggers am Filmset auf die Musik zurückgreifen und so eine gewisse Atmosphäre erzeugen konnte. Auf Bestreben des Regisseurs verzichtete Carolan für seine Komposition auf die Nutzung von elektronischen Instrumenten und Synthesizern, sondern setzte stattdessen auf ein von 60 Streichern angeführtes Orchester, das mit Klängen des klassischen rumänischen Instruments Toaca kombiniert wurde.  Ende September 2024 wurden von Back Lot Music die ersten beiden Stücke der Filmmusik veröffentlicht. Das komplette, aus 43 Musikstücken bestehenden Soundtrack-Album erschien am 22. November 2024 bei den Musiklabels Bones Records sowie Waxwork Records und war sowohl in Vinyl-, CD- und digitalen Varianten erhältlich.

### Marketing und Veröffentlichung
Erste Testvorführungen fanden Mitte September 2023 statt, ehe zwei Monate später Bilder aus dem Film veröffentlicht wurden. Erstes Filmmaterial wurde im April 2024 exklusiv auf der CinemaCon vorgestellt, ehe ein erster Trailer Ende Juni und ein zweiter am 30. September 2024 folgten. Mitte September 2024 wurde der Film bei der Filmkunstmesse Leipzig einem Fachpublikum vorgestellt. Die offizielle Weltpremiere erfolgte am 2. Dezember 2024 im Berliner Zoo Palast; eine US-amerikanische Uraufführung zehn Tage später in Los Angeles. Im Anschluss kam Nosferatu – Der Untote am 25. Dezember 2024 in die US-amerikanischen und am 2. Januar 2025 in die deutschen Kinos.

## Synchronisation
Die deutschsprachige Synchronisation entstand nach einem Dialogbuch und unter der Dialogregie von Leonhard Mahlich bei FFS Film- & Fernseh-Synchron.
| Rolle                    | Darsteller           | Synchronsprecher  |
| ------------------------ | -------------------- | ----------------- |
| Graf Orlok / Nosferatu   | Bill Skarsgård       | Martin Kautz      |
| Ellen Hutter             | Lily-Rose Depp       | Lena Schmidtke    |
| Thomas Hutter            | Nicholas Hoult       | Ozan Ünal         |
| Friedrich Harding        | Aaron Taylor-Johnson | Tim Knauer        |
| Anna Harding             | Emma Corrin          | Patrizia Carlucci |
| Albin Eberhart von Franz | Willem Dafoe         | Reiner Schöne     |
| Dr. Wilhelm Sievers      | Ralph Ineson         | Oliver Stritzel   |
| Herr Knock               | Simon McBurney       | Holger Mahlich    |

## Rezeption

### Altersfreigabe
In den Vereinigten Staaten erhielt Nosferatu von der MPA aufgrund von blutiger Gewalt, gezeigter Nacktheit und vereinzelten sexuellen Inhalten ein R-Rating. In Deutschland vergab die FSK eine äquivalente Freigabe ab 16 Jahren. In der Begründung heißt es, der ruhig inszenierte Film habe eine düstere, bedrohliche Grundatmosphäre. Stellenweise komme es dabei zu drastischeren Gewaltdarstellungen, die aber schlüssig in die Dramaturgie eingebunden seien und nicht reißerisch wirken würden. Auch die vereinzelt geschilderte Verbindung von Gewalt und Lust bzw. Sexualität werde nicht verherrlicht und könne als genretypisch in den Kontext der Vampirgeschichte eingeordnet werden. Eine sexualethische Desorientierung oder anderweitige Beeinträchtigungen seien daher bei Jugendlichen ab 16 Jahren nicht zu befürchten.

### Kritiken

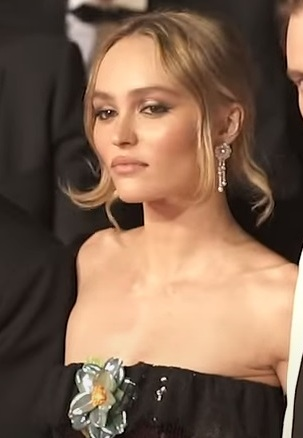
Darstellerin Lily-Rose Depp

Nosferatu – Der Untote konnte 84 % der 358 bei Rotten Tomatoes aufgeführten Kritiken überzeugen und erhielt dabei eine durchschnittliche Bewertung von 7,9 Punkten. Als zusammenfassendes Fazit zieht die Seite, der wunderbar inszenierte „Behemoth eines Horrorfilms“ sei zu gleichen Teilen abstoßend und verführerisch. Bei Metacritic erhielt Nosferatu basierend auf 59 Rezensionen einen Metascore von 78 von 100 möglichen Punkten.
David Ehrlich sieht in Nosferatu – Der Untote in seiner Filmkritik für IndieWire nicht einfach nur ein reines Remake des Stummfilmklassiker Nosferatu – Eine Symphonie des Grauens, sondern eine verführerische Gegenaufnahme mit einer psychosexuellen Variation. Trotz einer überaus engagierten Schauspielleistung von Nosferatu-Darsteller Bill Skarsgård gebe ihm der Film dabei kaum eine Chance, aus der Peripherie hervorzutreten, da die Neuverfilmung ihre Energie stattdessen auf die von Lily-Rose Depp gespielte Ellen Hutter fokussiere. Ihre beeindruckende und von einer bemerkenswerten Selbstbeherrschung geprägte Darbietung, so überzeugend mit der Finsternis ihrer eigenen Figur zu ringen, trage den gesamten Film. Die fesselnde Kraft der großartigen Adaption werde dabei aus der Reibung zwischen historischen gesellschaftlichen Sitten und dem ewigen menschlichen Kontrollverlangen gezogen, wobei Nosferatu zwar eine moderne Perspektive einnehme, aber dennoch fetischistisch zeitgetreu sei. Regisseur Robert Eggers setze erstmals auf eine tragische Grausamkeit, die seine früheren Werke nicht hatten, und interessiere sich mehr für psychische Ängste statt sozialpolitische Vorurteile. Auch wenn die Handlung dünn sei, werde die Einfachheit der Geschichte durch eine gefühlsbetonte Körperlichkeit abgelegt und die Atmosphäre mit frischen Details versehen. Dabei greife Eggers zwar auf eine Handvoll konventionelle Horrorszenen zurück, werte diese aber durch ein außergewöhnliches Spiel mit dem Schatten auf.
Auch für David Rooney vom Hollywood Reporter handle es sich bei Nosferatu – Der Untote um eine hervorragende Kombination aus Regisseur und Material, die gleichermaßen aufregend, abstoßend und schön sei. Robert Eggers erschaffe einen exquisit gestalteten Gothic-Fiebertraum voller üppiger visueller Details, der von einer dichten Atmosphäre und einer makaberen Poesie durchdrungen sei. Sein Drehbuch sei auf Vorahnungen bedacht und reize die Erwartungen des Zuschauers aus, die Dialoge seien reichhaltig sowie geschmackvoll und ein böser Humor mache das Gefühl des Untergangs zeitgleich nur noch erbarmungsloser und gruseliger. Auf der Darstellerseite seien Bill Skarsgård und Lily-Rose Depp fesselnd und die gemeinsamen Szenen elektrisierend, während auch die Nebendarsteller Willem Dafoe und Emma Corrin herausragen würden. Daneben hebt Rooney insbesondere die faszinierende Kameraarbeit samt kraftvoller Bildsprache von Jarin Blaschke und die authentischen sowie charaktergerechten Kostüme von Linda Muir positiv hervor.
Als „respektvolle Hommage an einen Horrorklassiker“ wird Nosferatu – Der Untote von Peter Bradshaw in seiner Kritik für den Guardian bezeichnet. Der Film sei intelligent und detailliert, ansprechend gedreht und stilisiert, wobei Regisseur Robert Eggers einige wunderschöne Bilder und beeindruckende Momente erschaffe. Bradshaw bemängelt allerdings die durch Willem Dafoe in den Film gebrachte komödiantische Absurdität, die dem restlichen schwarzen Comic-Horror entgegenstehen und den Schrecken abschwächen würde. Auch Hauptdarsteller Bill Skarsgård wirke trotz einer guten Schauspielleistung eher abschreckend grausam anstatt gruselig, wobei seine Untertitel beinahe grenzwertig lächerlich seien.
Enttäuscht zeigt sich auch Peter Debruge von Variety, der in Nosferatu – Der Untote zwar mehr als ein reines Remake des Originals, aber kein vollbefriedigendes Kinoerlebnis sieht. Der Film sehe zwar prächtig aus – fast jede Einstellung sei dabei ein eigenes Kunstwerk und durch Kostüme, Kulisse und ungewöhnlich elegante Effekte entstehe ein prächtig eindringliches Seherlebnis –, habe aber keinen Biss und sei unheimlich leblos. So hätte Regisseur Robert Eggers mit einer präzise arrangierten Inszenierung zwar eine starke Vision gehabt, aber mit prätentiösen Dialogen und einem schläfrigen Erzähltempo auch Schwierigkeiten als Geschichtenerzähler. An den gestellten Darbietungen des Originalfilms halte er dabei fest; so wirke etwa das Schauspiel von Aaron Taylor-Johnson und Emma Corrin affektiert, während Hauptdarstellerin Lily-Rose Depp eine schwache Leistung abliefere. Auch Graf Orlok werde entmannt und erinnere in einem unangenehmen neuen Look eher an einen „obdachlosen Hells Angel“, wodurch die im Film aufgegriffene Angst vor sexueller Ausbeutung abgeschwächt werde.

### Einspielergebnis
Am Startwochenende musste sich Nosferatu in den Vereinigten Staaten mit Einnahmen in Höhe von rund 40 Millionen US-Dollar den Blockbustern Mufasa: Der König der Löwen und Sonic the Hedgehog 3 geschlagen geben, konnte aber den dritten Platz der US-Kino-Charts erreichen. Auch in Deutschland wurde der Film nach seinem Kinostart Anfang Januar 2025 von größeren Studioproduktionen wie Vaiana 2 oder Wicked in den Schatten gestellt, belegte am Startwochenende mit 145.000 Kinobesuchern aber den zweiten Platz der Arthouse-Charts. Die weltweiten Einnahmen aus Kinovorführungen belaufen sich auf 181,0 Millionen US-Dollar, eine Marke, die seit Beginn der COVID-19-Pandemie von nur wenigen Arthouse-Filmen übertroffen wurde. Allein in den Vereinigten Staaten wurde Nosferatu mit Einnahmen in Höhe von 95,6 Millionen US-Dollar zum finanziell erfolgreichsten Film von Regisseur Robert Eggers. In Deutschland verzeichnete das Werk insgesamt 581.251 Kinobesucher.

### Auszeichnungen
Nosferatu – Der Untote wurde für über 240 Filmpreise nominiert, von denen er fast 60 Auszeichnungen gewinnen konnte. Insbesondere in technischen Kategorien wie der Kameraarbeit von Jarin Blaschke, dem Szenenbild von Craig Lathrop oder dem Kostümdesign von Linda Muir wurde der Film dabei berücksichtigt. Im Folgenden eine Auswahl der relevantesten Filmpreise:
| Alliance of Women Film Journalists Awards 2024 - Auszeichnung für die Beste Kamera (Jarin Blaschke) - Nominierung für das Beste adaptierte Drehbuch (Robert Eggers) American Society of Cinematographers Awards 2025 - Nominierung für die Beste Kamera (Jarin Blaschke) Art Directors Guild Awards 2025 - Auszeichnung für das Beste Szenenbild in einem Historienfilm (Craig Lathrop) British Academy Film Awards 2025 - Nominierung für die Beste Kamera (Jarin Blaschke) - Nominierung für die Beste Filmmusik (Robin Carolan) - Nominierung für die Besten Kostüme (Linda Muir) - Nominierung für das Beste Szenenbild (Craig Lathrop) - Nominierung für die Beste Maske (Traci Loader, Suzanne Stokes-Munton und David White) British Society of Cinematographers Awards 2025 - Nominierung für die Beste Kamera (Jarin Blaschke) Critics’ Choice Movie Awards 2025 - Auszeichnung für die Beste Kamera (Jarin Blaschke) - Nominierung für das Beste Szenenbild (Craig Lathrop) - Nominierung für die Besten Kostüme (Linda Muir) - Nominierung für das Beste Make-up und die besten Frisuren (Traci Loader, Suzanne Stokes-Munton und David White) Critics’ Choice Super Awards 2025 - Nominierung als Bester Horrorfilm - Nominierung als Bester Schauspieler in einem Horrorfilm (Bill Skarsgård) - Nominierung als Beste Schauspielerin in einem Horrorfilm (Lily-Rose Depp) Golden Reel Awards 2025 - Nominierung für den Besten Tonschnitt – Effekte & Foley London Critics’ Circle Film Awards 2025 - Nominierung als Bester Film - Nominierung als Bester britischer Darsteller (Nicholas Hoult) A - Nominierung für die Beste technische Leistung (Jarin Blaschke) National Board of Review Awards 2024 - Auszeichnung für die Beste Kamera (Jarin Blaschke) | National Society of Film Critics Awards 2025 - Runner-up für die Beste Kamera (Jarin Blaschke) Online Film Critics Society Awards 2025 - Nominierung als Bester Film - Nominierung für das Beste adaptierte Drehbuch (Robert Eggers) - Nominierung für die Beste Kamera (Jarin Blaschke) - Nominierung für das Beste Szenenbild (Craig Lathrop) - Nominierung für die Besten Kostüme (Linda Muir) Oscarverleihung 2025 - Nominierung für die Beste Kamera (Jarin Blaschke) - Nominierung für das Beste Szenenbild (Craig Lathrop & Beatrice Brentnerová) - Nominierung für die Besten Kostüme (Linda Muir) - Nominierung für das Beste Make-up und die besten Frisuren (Traci Loader, Suzanne Stokes-Munton und David White) Satellite Awards 2024 - Auszeichnung als Bestes Schauspielensemble - Nominierung als Beste Hauptdarstellerin – Filmdrama (Lily-Rose Depp) - Nominierung für die Beste Kamera (Jarin Blaschke) - Nominierung für das Beste Szenenbild (Craig Lathrop & Beatrice Brentnerová) - Nominierung für die Besten Kostüme (Linda Muir) VES Awards 2025 - Nominierung für die Besten unterstützenden visuellen Effekte Kameramann Jarin Blaschke |